# Xtreem Music
Xtreem Music es una discográfica española independiente fundada en octubre de 2001, justo un año antes de la ruptura de Repulse Records en 2002. Fue fundada y es dirigida por Dave Rotten (vocalista de Avulsed). Esta discográfica está especializada en editar música de géneros extremos como death metal, black metal, thrash metal, grindcore, doom y géneros similares.

## Bandas
- Abaddon Incarnate
- Abhorer
- Adramelech
- Aggression
- Altar of Sin
- Anal Nosorog
- Anvil of Doom
- Autumnal
- Avulsed
- BLOODHUNTER
- Breathless
- Crying Blood
- Deathevokation
- Death Over Threat
- Defacing
- Demigod
- Demilich
- Detente
- Disgorge
- Disgrace
- Exquisite Pus
- Funebre
- Godüs
- Gorezone
- Gothmog
- Hallows Eve
- Hellwitch
- Horrid
- Hour of Penance
- Human Mincer
- Kataplexia
- Killing Addiction
- Körgull the Exterminator
- Kronos
- Lethal Agression
- Lightning
- Mandatory
- Masacre
- Mental Demise
- Morpheus Descends
- Necronomicón
- Nexus 6
- Obscene Gesture
- Paganizer
- Phlegethon
- Psychobolia
- Putrevore
- Revenant
- Rottrevore
- The Heretic
- The Sickening
- Unwom
- Vidres a la Sang
- Vorkreist
- Wasteform
- Winterwolf
- Zubrowska